# Jolya
Jolya is een geslacht van tweekleppigen uit de familie van de Mytilidae.

## Soorten
- Jolya arata (Dunker, 1857)
- Jolya elongata (Swainson, 1821)
- Jolya letourneuxi Bourguignat, 1877
- Jolya martorelli (Hidalgo, 1878)
- Jolya rhomboidea (Reeve, 1857)